# Forever (Spice Girls)
Forever è il terzo album del gruppo musicale pop britannico Spice Girls.
L'album è stato pubblicato il 6 novembre 2000 per l'etichetta discografica Virgin ed è stato il primo disco pubblicato dal gruppo dopo l'abbandono dello stesso da parte di Geri Halliwell.
Ha segnato una svolta nella carriera del gruppo, che si sarebbe sciolto immediatamente dopo la promozione del disco stesso, caratterizzata da un diverso look delle quattro componenti e dalla presenza di alcune canzoni di genere R&B nel disco.
Dal disco sono stati estratti solo due singoli, pubblicati come doppia a-side: Holler, pezzo veloce e di genere marcatamente R&B, e Let Love Lead the Way, ballata di genere pop. L'album conteneva anche il brano Goodbye, pubblicato come singolo nel dicembre del 1998 senza che fosse stato inserito in alcun album. Tutti i tre singoli hanno raggiunto la prima posizione della classifica britannica.

## Tracce
1. Holler – 4:14 (Rodney Jerkins, LaShawn Daniels, Fred Jerkins III, Victoria Beckham, Melanie Brown, Emma Bunton, Melanie Chisholm)
2. Tell Me Why – 4:13 (Rodney Jerkins, Fred Jerkins III, LaShawn Daniels, Mischke Butler, Victoria Beckham, Melanie Brown, Emma Bunton)
3. Let Love Lead the Way – 4:57 (Rodney Jerkins, LaShawn Daniels, Fred Jerkins III, Harvey Mason Jr, Victoria Beckham, Melanie Brown, Emma Bunton, Melanie Chisholm)
4. Right Back at Ya – 4:09 (Victoria Beckham, Melanie Brown, Emma Bunton, Melanie Chisholm, Eliot Kennedy, T. Lever)
5. Get Down with Me – 3:45 (Rodney Jerkins, LaShawn Daniels, Fred Jerkins III, Robert Smith, Mischke Butler, Victoria Beckham, Melanie Brown, Emma Bunton)
6. Wasting My Time – 4:13 (Fred Jerkins III, LaShawn Daniels, Melanie Brown, Emma Bunton, Melanie Chisholm)
7. Weekend Love – 4:04 (Rodney Jerkins, Fred Jerkins III, LaShawn Daniels, Victoria Beckham, Melanie Brown, Emma Bunton, Melanie Chisholm)
8. Time Goes By – 4:51 (Fred Jerkins III, Rodney Jerkins, LaShawn Daniels, Mischke Butler, Victoria Beckham, Melanie Brown, Emma Bunton)
9. If You Wanna Have Some Fun – 5:25 (James Harris III, Terry Lewis, Victoria Beckham, Melanie Brown, Emma Bunton, Melanie Chisholm)
10. Oxygen – 4:55 (James Harris III, Terry Lewis, Victoria Beckham, Melanie Brown, Emma Bunton, Melanie Chisholm)
11. Goodbye – 4:35 (Victoria Beckham, Melanie Brown, Emma Bunton, Melanie Chisholm, Richard Stannard, Matt Rowe)

Durata totale: 49:21

## Crediti

### Voci
- Victoria Beckham
- Mel B
- Emma Bunton
- Mel C

### Produzione
- Produttori: Rodney Jerkins, Harvey Mason, Jr., Matt Rowe, Richard Stannard
- Tecnici: Adrian Bushby, Paul Foley, Ben Garrison, Brad Gilderman, Steve Hodge, Ian Robertson, Dave Russell, Tony Salter
- Assistenti tecnici: Jake Davies, Bradley Yost
- Mixaggio: Ben Garrison, Brad Gilderman, Steve Hodge, Fred Jenkins III, Rodney Jerkins, Jan Kybert, Mark "Spike" Stent, Paul Waller, Bradley Yost
- Masterizzazione: Bernie Grundman
- Montaggio digitale: Harvey Mason, Jr.
- Assistenza alle voci: LaShawn Daniels, Susan Drake, Eliot Kennedy
- Arrangiamenti: Will Malone
- Disegno: Vince Frost
- Fotografia: Terry Richardson

## Classifiche
| Classifica (2000) | Posizione massima |
| ----------------- | ----------------- |
| Regno Unito       | 2                 |
| Australia         | 9                 |
| Austria           | 10                |
| Svizzera          | 11                |
| Italia            | 11                |
| Svezia            | 24                |
| Finlandia         | 24                |
| Nuova Zelanda     | 25                |
| Norvegia          | 26                |
| Paesi Bassi       | 30                |
| Belgio (Vallonia) | 39                |
| Francia           | 43                |
| Belgio (Fiandre)  | 44                |